# Alexandr Skocen
Alexandr Skocen (parfois orthographié Aleksandr Skocen) est un footballeur polonais naturalisé canadien, né en 1918 à Lemberg (en Autriche-Hongrie) et mort en 2003 à Toronto (Canada).

## Carrière
Issu d'une famille d'origine ukrainienne, Skocen pratique le football dans les clubs de sa ville natale de Lviv : le Tryzub puis l'Ukraina à partir de 1935. En 1939, l'armée soviétique annexe la région, qui est intégrée à la République socialiste soviétique d'Ukraine. Skocen part alors dans la capitale, Kiev, où il évolue comme milieu de terrain offensif pour le Dynamo Kiev, de 1940 à 1941.
Après la guerre, en 1948, il rejoint la Belgique, puis de 1948 à 1950 joue en France, en Division 1, avec l'OGC Nice. Il joue sous ces couleurs 48 matchs en D1, marquant 23 buts. 
Il émigre ensuite au Canada, terminant sa carrière à Toronto. Naturalisé, il y meurt en 2003.